# Бабиці (Опольське воєводство)
Бабиці (пол. Babice, нім. Babitz) — село в Польщі, у гміні Баборув Ґлубчицького повіту Опольського воєводства.
Населення — 257 осіб (2011).

## Демографія
Демографічна структура станом на 31 березня 2011 року:
|          | Загалом | Допрацездатний вік | Працездатний вік | Постпрацездатний вік |
| -------- | ------- | ------------------ | ---------------- | -------------------- |
| Чоловіки | 127     | 26                 | 87               | 14                   |
| Жінки    | 130     | 24                 | 75               | 31                   |
| Разом    | 257     | 50                 | 162              | 45                   |